# Центральний банк Белізу
Центральний банк Белізу (англ. Central Bank of Belize) — центральний банк держави Беліз.

## Історія
У 1894 році урядом Британського Гондурасу створена Валютна рада (Currency Board, Board of Commissioners of Currency). 1 листопада 1976 року створено Управління грошового обігу Белізу (Belize Monetary Authority), що отримало право емісії банкнот. 1 січня 1982 року Управління грошового обігу перетворене в Центральний банк Белізу.